# Moritz Epple
Moritz Epple (Stuttgart, 7 de maio de 1960) é um matemático e historiador da ciência alemão.

## Vida
Epple estudou matemática, filosofia e física na Universidade de Tübingen, onde obteve em 1987 o diploma de física e obteve um doutorado em física matemática em 1991. Foi depois assistente de história da matemática e ciências naturais na Universidade de Mainz, onde obteve a habilitação em 1998. De 2001 a 2003 foi diretor da seção para história das ciências naturais e técnica na Universidade de Stuttgart. É desde 2003 professor da Universidade de Frankfurt.
Foi palestrante convidado do Congresso Internacional de Matemáticos em Pequim (2002: From Quaternions to cosmology – spaces of constant curvature 1873–1925). Em 26 de novembro de 2016 foi eleito membro da Academia Leopoldina.

## Publicações selecionadas
- Die Entstehung der Knotentheorie: Kontexte und Konstruktionen einer modernen mathematischen Theorie. Vieweg Verlag: Wiesbaden, 1999.
- Genies, Ideen, Institutionen, mathematische Werkstätten. Formen der Mathematikgeschichte, Mathematische Semesterberichte Volume. 47, 2000. p. 131–163.
- Rechnen, Messen, Führen. Kriegsforschung am Kaiser-Wilhelm-Institut für Strömungsforschung, 1937–1945, in: Helmut Maier (Ed.): Rüstungsforschung im Nationalsozialismus: Organisation, Mobilisierung und Entgrenzung der Technikwissenschaften. Wallstein: Göttingen, 2002, p. 305–356.
- From Quaternions to Cosmology: Spaces of Constant Curvature, ca. 1873–1925, in: Proceedings of the International Congress of Mathematicians, Beijing 2002, Vol. III: Invited Lectures, p. 935–945.
- Knot invariants in Vienna and Princeton during the 1920s: Epistemic Configurations of Mathematical Research, Science in Context 17 (2004), p. 131–164.
- Orbits of asteroids, a braid and the first link invariant, Mathematical Intelligencer, 1998, Nr. 1, p. 48
- Felix Hausdorff's Considered Empiricism, in: José Ferreiros, Jeremy J. Gray (Hg.): The Architecture of Modern Mathematics: Essays in History and Philosophy. Oxford University Press: Oxford, 2006, p. 263–289.
- Jüdische Mathematiker in der deutschsprachigen akademischen Kultur. Hg. von Moritz Epple und Birgit Bergmann. Springer Verlag: Heidelberg, 2008.
  - Englische Ausgabe: Bergmann, Epple, Ruti Ungar (Herausgeber) Transcending Tradition: Jewish Mathematicians in German-Speaking Academic Culture, Springer Verlag: Heidelberg, 2012.
- Between Timelessness and Historiality: On the Dynamics of the Epistemic Objects of Mathematics, Isis 102 (2011), p. 481–493.
- Editor com Johannes Fried, Raphael Gross e Janus Gudian: „Politisierung der Wissenschaft.“ Jüdische Wissenschaftler und ihrer Gegner an der Universität Frankfurt am Main vor und nach 1933. Verlag Wallstein, Göttingen 2016, ISBN 978-3-8353-1438-2.